# Província del Cap
La província del Cap fou una divisió administrativa d'Unió Sud-africana (1910-1994), juntament amb Transvaal, Província de Natal i Estat Lliure d'Orange. Avui és dividida entre les províncies de Cap Septentrional, Cap Oriental i el Cap Occidental.

## Geografia
El relleu és dominat, aproximadament en els dos terços septentrionals, per un conjunt d'altiplans interiors, drenats pel riu Orange i els seus tributaris, que davallen mitjançant escarpaments enèrgics. Al terç meridional, una sèrie de cadenes muntanyoses de plegament i altitud mitjana (1 500-2 000 metres els cims més alts) es disposen paral·lelament al litoral. Al nord del territori hi ha l'altiplà de Betxuanalàndia i, més al sud, els del Gran Karroo i Petit Karroo. Els escarpaments i les alineacions muntanyoses, que separen els altiplans d'interior de les àrees plegades litorals, reben la denominació comuna de Gran Escarpament. L'àrea costanera sud-occidental (des del riu Olifants fins a Algobaai) té clima i vegetació de tipus mediterrani, amb algunes formacions molt característiques com ara el fynbos, coberta vegetal arbustiva que recorda la màquia o el bruguerar; per contra, la costa atlàntica (entre els rius Olifants i Orange) és àrida a causa del corrent fred de Benguela, mentre que a les costes de l'oceà Índic, cobertes de bosc, les pluges són abundants i ben repartides. Als altiplans de l'interior hi ha sabana que va degenerant en estepa al nord i a l'oest.

## Població
Segons dades del cens sud-africà del 1980, la població de la província (descomptant la dels bantustans de Ciskei i Transkei) era d'1.477.000 negres, 1.212.000 blancs, 2.191.000 coloured i 28.000 asiàtics. La gran majoria dels coloured parla afrikaans, que també és la llengua de bona part de la població blanca.

## Economia
A la zona meridional es donaven conreus mediterranis (cereals, fruita, cítrics, vinya, tabac, alfals, cotó). Les extenses praderies dels altiplans interiors facilitaven la ramaderia d'ovelles, de llana molt apreciada. Els principals recursos miners de la província són els diamants de Kimberley i el coure d'Okiep-Springbok; a més hi ha asbest, carbó i manganès. Les indústries (automobilístiques, navals —drassanes—, tèxtils, alimentàries) són a les principals ciutats, com Ciutat del Cap, Port Elisabeth, East London, Worcester, Queenstown i Kimberley.